# Pappus
Pappus es un personaje de las Atelanas. Es un viejo avaro y libidinoso, unas veces astuto y artero, otras sencillo y crédulo y siempre engañado y burlado por su hijo, su querida y su esclavo. Se considera que el nombre deriva del griego pappos,  que significa "abuelo". El personaje aparece en cinco obras de teatro existentes. Pappus es el único personaje de atelano que tiene un nombre de origen osco relacionado con un anciano.
El personaje pueden tener conexiones con roles similares en la comedia del arte y Punch y Judy que incluían comedias de máscaras improvisadas. Se especula que algunos de estos personajes comunes de las Atelanas fueron los comienzos de los personajes comunes de la comedia del arte. Pappus puede haber sido la progresión en el tiempo de Pantaleón.